# Nysvenska Rörelsen
Die schwedische nationalistische Organisation Nysvenska Rörelsen („Neuschwedische Bewegung“) wurde 1941 unter dem Namen Svensk Opposition („Schwedische Opposition“) vom schwedischen Politiker Per Engdahl gegründet, nachdem es zu Meinungsverschiedenheiten zwischen Engdahls Anhängern und Sveriges Nationella Förbund gekommen war. Engdahl bezeichnete seine Ideologie als „nysvenskhet“ (etwa „Neuschwedischkeit“).
Während des Zweiten Weltkriegs stand Nysvenska Rörelsen auf der Seite der deutschen Nationalsozialisten. Die Organisation existiert bis heute und vertritt pronationalsozialistische Ansichten.